# 素敵なラブリーボーイ
「素敵なラブリーボーイ」（すてきなラブリーボーイ）は、林寛子が1975年にリリースしたシングル。1982年には小泉今日子もカバーしている。

## 林寛子のシングル
1975年9月10日に発売された林寛子の6枚目のシングル。林にとって最大のヒット曲である。

### 収録曲
- 全曲作詞：作詞：千家和也／作曲・編曲：穂口雄右

1. 素敵なラブリーボーイ (2分44秒)
2. 何故あなたは (2分49秒)

## 小泉今日子のシングル
1982年7月5日に発売された小泉今日子の2枚目のシングル。上述の林寛子のシングル曲をカバーしたものであり、デビューシングル「私の16才」に続いて2作連続のカバー曲であった。順位・セールスともにオリジナルの林寛子を上回った。ジャケットは2種存在する。

### 収録曲
1. 素敵なラブリーボーイ (2分50秒)
作詞：千家和也／作曲：穂口雄右／編曲：矢野立美
2. 恋のヒットチャートNo.1 (3分12秒)
作詞：荒木とよひさ／作曲：鈴木キサブロー／編曲：船山基紀

### 収録作品
- 素敵なラブリーボーイ
  - マイ・ファンタジー
  - SUPER BEST THANK YOU KYOKO
  - Absolute Best For CD
  - Celebration
  - Do You Love Me Kyoko Koizumi Best - ショートバージョンで収録。
  - ザ・ベスト
  - CD FILE 小泉今日子 Vol. 1
  - KYON3 〜 KOIZUMI THE GREAT 51
  - コイズミクロニクル COMPLETE SINGLE BEST 〜1982-2017〜
- 恋のヒットチャートNo.1
  - SUPER BEST THANK YOU KYOKO
  - CD FILE 小泉今日子 Vol. 1
  - マイ・ファンタジー+2